# ADCK3
ADCK3‏ (Coenzyme Q8A) هوَ بروتين يُشَفر بواسطة جين ADCK3 في الإنسان.